# Neosciomyza luteipennis
Neosciomyza luteipennis är en tvåvingeart som först beskrevs av Steyskal 1978.  Neosciomyza luteipennis ingår i släktet Neosciomyza och familjen Helosciomyzidae. Inga underarter finns listade i Catalogue of Life.